# Гавана (провінція)
Гава́на (ісп. Provincia de La Habana) — колишня провінція Куби з центром у столичному місті Гавана. 2011 року перестала існувати внаслідок поділу на провінції Артеміса та Маябеке. На сході межувала з провінцією Матансас, на заході — з Пінар-дель-Ріо.

## Географія
Рельєф провінції можна розділити на дві зони, на півдні переважають рівнини, у той час як на півночі переважно хвилястий рельєф, у якому можна виділити висоти Бехукал, Мадруга та Колісео.
У північно-західній частині знаходяться піднесення Сьєрра-де-Росаріо (Sierra de Rosario). Води рідкісних річок — Арігуанабо (Ariguanabo) та Альмендарес (Almendares) з'єднують собою систему водосховищ, загальний обсяг яких становить 452 000 000 м³ води. Площа провінції становить 5 730,5 км².

## Муніципалітети

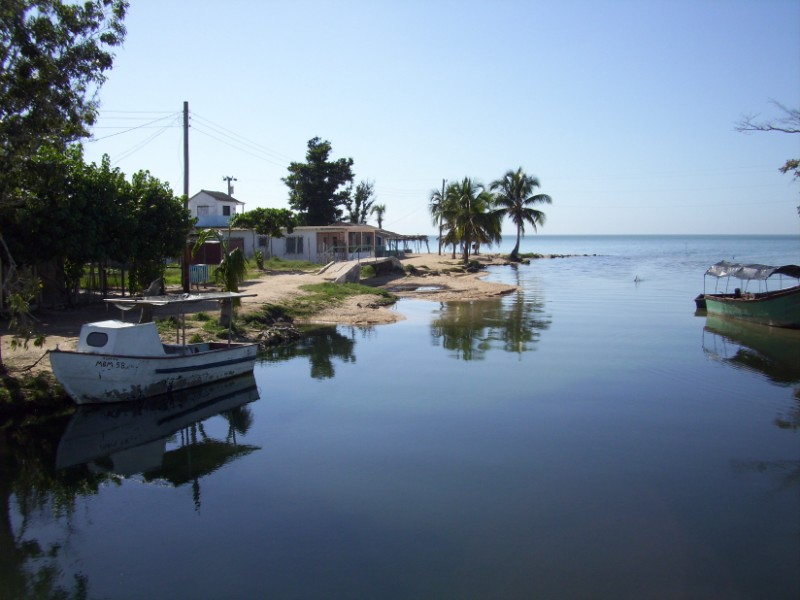
Річка Маябеке

| Муніципалітет             | Населення (2004) | Площа (км²) | Розташування                                                          | Примітки |
| ------------------------- | ---------------- | ----------- | --------------------------------------------------------------------- | -------- |
| Алькісар                  | 29 616           | 193         | 22°48′24″ пн. ш. 82°34′58″ зх. д. / 22.80667° пн. ш. 82.58278° зх. д. |          |
| Артеміса                  | 81 209           | 690         | 22°48′49″ пн. ш. 82°45′48″ зх. д. / 22.81361° пн. ш. 82.76333° зх. д. |          |
| Батабано                  | 25 664           | 187         | 22°43′29″ пн. ш. 82°17′23″ зх. д. / 22.72472° пн. ш. 82.28972° зх. д. |          |
| Баута                     | 45 509           | 157         | 22°59′31″ пн. ш. 82°32′57″ зх. д. / 22.99194° пн. ш. 82.54917° зх. д. |          |
| Бехукал                   | 25 425           | 120         | 22°55′58″ пн. ш. 82°23′13″ зх. д. / 22.93278° пн. ш. 82.38694° зх. д. |          |
| Каіміто                   | 36 813           | 238         | 22°57′28″ пн. ш. 82°35′47″ зх. д. / 22.95778° пн. ш. 82.59639° зх. д. |          |
| Гуанахай                  | 28 429           | 113         | 22°55′50″ пн. ш. 82°41′16″ зх. д. / 22.93056° пн. ш. 82.68778° зх. д. |          |
| Гуінес                    | 68 951           | 445         | 22°50′52″ пн. ш. 82°01′25″ зх. д. / 22.84778° пн. ш. 82.02361° зх. д. |          |
| Гуіра-де-Мелена           | 37 838           | 178         | 22°48′8″ пн. ш. 82°30′17″ зх. д. / 22.80222° пн. ш. 82.50472° зх. д.  |          |
| Харуко                    | 25 658           | 276         | 23°02′34″ пн. ш. 82°00′33″ зх. д. / 23.04278° пн. ш. 82.00917° зх. д. |          |
| Мадруга                   | 30 640           | 464         | 22°54′59″ пн. ш. 81°51′25″ зх. д. / 22.91639° пн. ш. 81.85694° зх. д. |          |
| Маріель                   | 42 504           | 269         | 22°59′38″ пн. ш. 82°45′14″ зх. д. / 22.99389° пн. ш. 82.75389° зх. д. |          |
| Мелена-дель-Сур           | 20 445           | 227         | 22°46′54″ пн. ш. 82°08′54″ зх. д. / 22.78167° пн. ш. 82.14833° зх. д. |          |
| Нуева-Пас                 | 24 277           | 515         | 22°45′48″ пн. ш. 81°45′29″ зх. д. / 22.76333° пн. ш. 81.75806° зх. д. |          |
| Ківікан                   | 29 253           | 283         | 22°49′29″ пн. ш. 82°21′21″ зх. д. / 22.82472° пн. ш. 82.35583° зх. д. |          |
| Сан-Антоніо-де-лос-Баньос | 46 300           | 127         | 22°53′20″ пн. ш. 82°29′55″ зх. д. / 22.88889° пн. ш. 82.49861° зх. д. |          |
| Сан-Хосе-де-лас-Лахас     | 69 375           | 591         | 22°58′5″ пн. ш. 82°09′21″ зх. д. / 22.96806° пн. ш. 82.15583° зх. д.  |          |
| Сан-Ніколас               | 21 563           | 242         | 22°46′55″ пн. ш. 81°54′24″ зх. д. / 22.78194° пн. ш. 81.90667° зх. д. |          |
| Санта-Крус-дель-Норте     | 32 576           | 376         | 23°09′21″ пн. ш. 81°55′35″ зх. д. / 23.15583° пн. ш. 81.92639° зх. д. |          |

Джерело: перепис населення 2004 року. Площа від муніципального перерозподілу 1976 року.

## Демографія
У 2004 році, населення провінції становило 722,045 осіб. З загальною площею 5,731.59 км², щільність населення 126.0 ос./км².

## Економіка
Основні економічні галузі провінції: рільництво, енергетика, нафта і газ, цемент, алкоголь, тютюн, цитруси та текстиль.